# Stadtallendorf
Stadtallendorf is een plaats in de Duitse deelstaat Hessen, gelegen in de Landkreis Marburg-Biedenkopf. De stad telt 21.263 inwoners. De stad heette tot 1960 Allendorf, toen het stadsrechten kreeg werd het Stadt Allendorf. In 1977 werd het hernaamd naar Stadtallendorf.

## Tweede Wereldoorlog
Tijdens de Tweede Wereldoorlog waren in deze plaats twee wapenfabrieken, waaronder de grootste wapenfabriek van nazi-Duitsland, gevestigd. In deze fabrieken werden veel dwangarbeiders ingezet uit de bezette gebieden, waaronder Nederland en België. De uitgestrekte terreinen van de fabrieken zijn nog steeds zwaar vervuild en worden gesaneerd tegen hoge kosten.

## Geografie
Stadtallendorf heeft een oppervlakte van 78,29 km² en ligt in het centrum van Duitsland, iets ten westen van het geografisch middelpunt.
Amöneburg ·
Angelburg ·
Bad Endbach ·
Biedenkopf ·
Breidenbach ·
Cölbe ·
Dautphetal ·
Ebsdorfergrund ·
Fronhausen ·
Gladenbach ·
Kirchhain ·
Lahntal ·
Lohra ·
Marburg ·
Münchhausen ·
Neustadt (Hessen) ·
Rauschenberg ·
Stadtallendorf ·
Steffenberg ·
Weimar (Lahn) ·
Wetter (Hessen) ·
Wohratal